# Hakea nitida
Hakea nitida är en tvåhjärtbladig växtart som beskrevs av Robert Brown. Hakea nitida ingår i släktet Hakea och familjen Proteaceae. Inga underarter finns listade i Catalogue of Life.